# Stuart (zámek)
Zámek Stuart (anglicky: Castle Stuart), se nachází ve Skotsku na pobřeží zálivu Moray Firth, nedaleko Inverness (cca 16 km severovýchodně), střediska skotské Vysočiny (Highlands).
Zámek byl postaven pro třetího hraběte z Moray mezi lety 1619 až 1625. Dílo bylo po dlouhodobém užívaní bez větších oprav kompletně zrestaurováno na přelomu 19. a 20. století. Dnes funguje jako luxusní ubytovací zařízení.
Nedaleko zámku se nalézá místní hřbitov s malým kostelíkem, jenž není součástí stavby a je užíván pro nedaleké vesničky Fisherton a Newton.